# Fenggang (köping i Kina, Heilongjiang)
Fenggang (kinesiska: 凤岗, 凤岗镇) är en köping i Kina. Den ligger i provinsen Heilongjiang, i den nordöstra delen av landet, omkring 410 kilometer öster om provinshuvudstaden Harbin. Antalet invånare är 6 325. Befolkningen består av 3 073 kvinnor och 3 252 män. Barn under 15 år utgör 9,0 %, vuxna 15-64 år 80 %, och äldre över 65 år 10,0 %.
Genomsnittlig årsnederbörd är 855 millimeter. Den regnigaste månaden är juli, med i genomsnitt 188 mm nederbörd, och den torraste är januari, med 6 mm nederbörd.